# Луїджі Натолі
Луїджі Натолі (Патті, 15 червня 1799 — Мессіна, 25 лютого 1875) — італійський католицький архієпископ.

## Біографія
Він був сином Джироламо Натолі та благородної Донни Ніколетти Пікколо. На початку 1822 року він був висвячений на священика, а потім був парохом, викладачем, ректором і префектом навчання в єпархіальній семінарії, генеральним вікарієм і вікарієм капітула.
Гуманістичні, богословські та юридичні інтереси спрямували його активність до сусідньої семінарії, де незабаром він прославився не лише як викладач, а й як керівник навчання.
Він обіймав посаду генерального вікарія. А кілька місяців, між 1843 і 1844 роками, займав єпархію Патті як капітулярний вікарій. Але його основна діяльність, навіть за єпископа Орсіно (1844—1860), завжди була вчительською. В семінарії, згідно з дорученням вихователя нащадків, він був відповідальним за навчання. Також він був відомий як поет і, насамперед, оратор. Саме в цей період міг виникнути розквіт його діяльності. Після призначення єпископом, можливо, пастирська діяльність зменшила ці культурні зобов'язання на користь тих, хто спеціалізується на служінні.
Categoria:Informazioni senza fonte
Він планував і сподівався присвятити себе керівництву навчанням, викладанню, ораторству та турботі про душі в своєму улюбленому Патті. Але 15 лютого 1858 р. за пропозицією короля Фердинанда II він був обраний єпископом Кальтаджіроне Папою Пієм IX. Його освячення відбуллося в Римі кардиналом Джироламо д'Андреа в церкві Сан-Грегорио-аль-Селіо 22 березня 1858 р. У володіння єпархією він вступив у квітні наступного року, чому передувало послання латиною, надіслане до його церкви з Риму в день освячення.
У 1867 році він був покликаний очолити архиєпархію Мессіни, якою на той час керував монс. Джузеппе Марія Папардо дель Пакко як адміністратор пленуму. Посада була вакантна протягом шести років через смерть (13 червня 1861) кардинала Франческо ді Паоли Вілладекані. Стабільності ситуації, безумовно, не сприяли зовнішні обставини та турбулентність після об'єднання Італії, яка залучила й роз'єднала вище та нижче духовенство. Також імовірно, що позиція Натолі, спільна для деяких інших сицилійських єпископів, менш підпорядкованих монарху Бурбонів і відкрито лояльних до Папи, сприяла цьому становищу.
У 1870 році на Першому Ватиканському Соборі в кількох своїх виступах він рішуче підтримав визначення догми про непогрішність папи.
Помер у 1875 році. Спочиває у соборі Мессіни.

## Єпископська генеалогія та апостольська спадкоємність
Єпископський родовід це:
- Кардинал Сціпіоне Ребіба
- Кардинал Джуліо Антоніо Санторі
- Кардинал Джироламо Бернеріо, ОД
- Архієпископ Галеаццо Санвітале
- Кардинал Людовіко Людовізі
- Кардинал Луїджі Каетані
- Кардинал Ульдеріко Карпенья
- Кардинал Палуццо Палуцці Альтьєрі дельї Альбертоні
- Папа Бенедикт XIII
- Папа Бенедикт XIV
- Папа Климент XIII
- Кардинал Маркантоніо Колонна
- Кардинал Джасінто Сігізмондо Герділь, В.
- Кардинал Джуліо Марія делла Сомалья
- Кардинал Луїджі Ламбрускіні, В.
- Кардинал Джироламо д'Андреа
- Архієпископ Луїджі Натолі

Апостольська спадкоємність це:
- Єпископ Саверіо Гербіно (1872)

## Пов'язані елементи
- Натолі (сім'я)
- Папська непогрішність

## Інші проєкти
- Wikimedia Commons [Архівовано 10 серпня 2019 у Wayback Machine.] містить зображення чи інші файли Луїджи Натолі